# Belitsa (distrikt i Silistra)
Belitsa (bulgariska: Белица) är ett distrikt i Bulgarien.   Det ligger i kommunen Obsjtina Tutrakan och regionen Silistra, i den nordöstra delen av landet, 300 kilometer öster om huvudstaden Sofia.
I omgivningarna runt Belitsa växer i huvudsak lövfällande lövskog. Runt Belitsa är det ganska glesbefolkat, med 34 invånare per kvadratkilometer.